# Karol Kremer

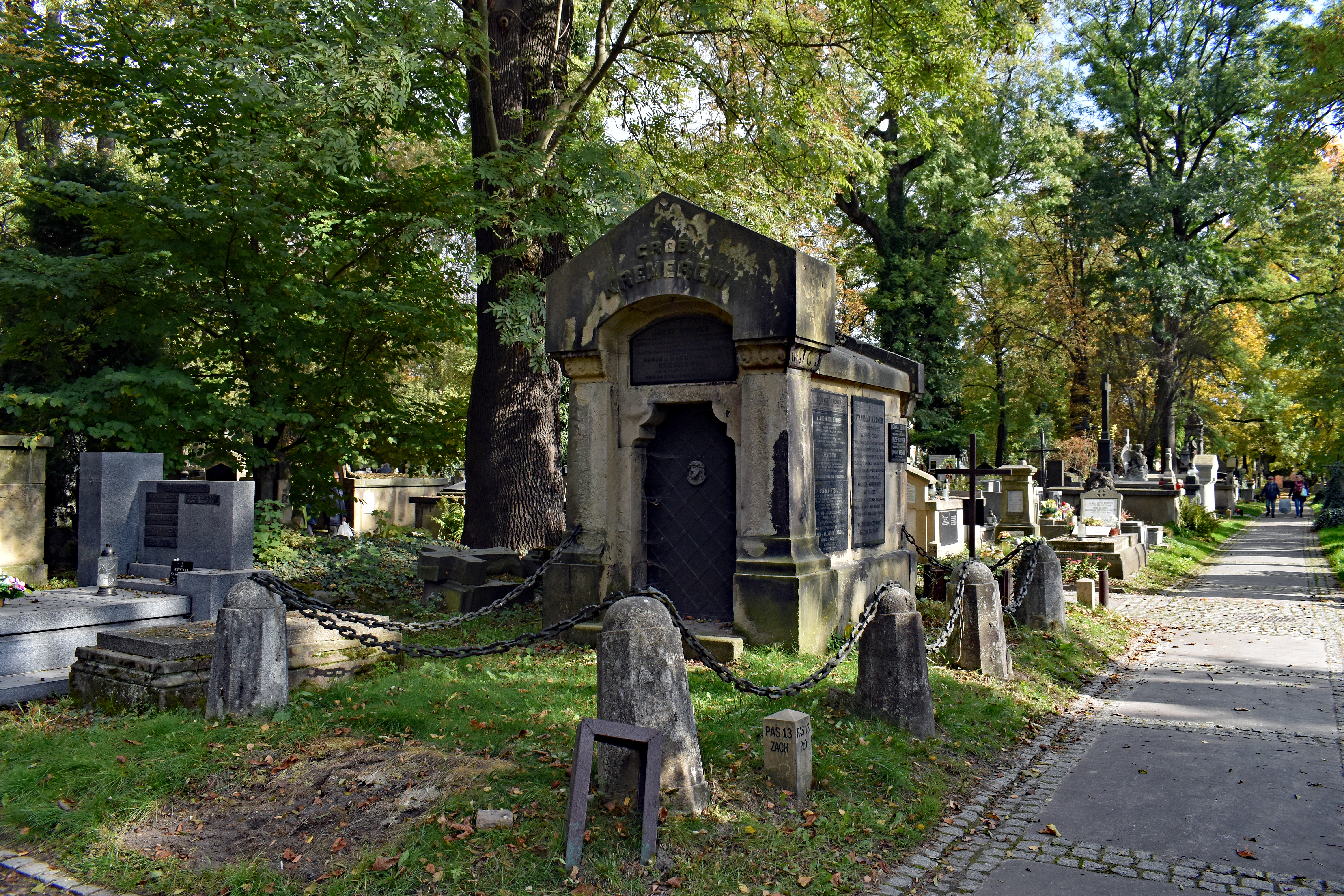
Cmentarz Rakowicki, grobowiec Kremerów.
Miejsce spoczynku Karola Kremera

Karol Roman Kremer (ur. 12 stycznia 1812 w Krakowie, zm. 28 stycznia 1860 tamże) – polski architekt i konserwator zabytków, działający w Krakowie.

## Życiorys
Był synem Józefa Kremera (1769 –1848), który po trzecim rozbiorze Polski przybył do Krakowa z Opawy. Jego braćmi byli Józef, historyk sztuki i filozof oraz Aleksander August, lekarz i przyrodnik.
W latach 1828–1834 studiował matematykę na Uniwersytecie Jagiellońskim, a następnie wyjechał do Monachium, gdzie kształcił się w zakresie budownictwa i został członkiem tamtejszego Towarzystwa Architektów.
Kremer od 1838 roku był adiunktem w Urzędzie Budownictwa Wolnego Miasta Krakowa, natomiast rok później mianowano go budowniczym akademickim. W 1842 roku objął stanowisko dyrektora Urzędu Budownictwa. W tym też czasie przebudował, razem z Tomaszem Majewskim, gmach ówczesnego teatru (1841 – 1843). Jego działalność skupiła się jednak przede wszystkim na odnowie zabytków. Przeprowadzane przez niego badania, jak i prowadzona ochrona różnych budynków, miały w dużej mierze charakter pionierski. Zagadnieniom tym poświęcił m.in. pracę Niektóre uwagi o ważności zabytków sztuk pięknych na naszej ziemi (1849). W swoich koncepcjach zakładał duży stopień ingerencji i autorskiego udziału konserwatora. Poglądy te od samego początku budziły sporo kontrowersji.
Wśród jego prac konserwatorskich należy wymienić: neogotycką restaurację i przebudowę Collegium Maius (1840 – 1858), nadzór nad pracami przy kościele Mariackim (1841), w trakcie których odnowił wieżę Hejnalicę oraz w tym samym roku odnowa Barbakanu, po wyburzeniu tzw. szyi, łączącej go z Bramą Floriańską. Po wielkim pożarze z 1850 roku kierował odbudową kościoła św. Franciszka z Asyżu, zaangażował się też w podobne prace przy kościele Świętej Trójcy.
Poza działalnością architektoniczną i konserwatorską zaangażował się również w prace Towarzystwa Naukowego Krakowskiego (od 1848), Towarzystwa Przyjaciół Sztuk Pięknych, Towarzystwa Dobroczynności, Komitecie Pogorzelców (po pożarze z 1850) i Komisji Archeologii Wileńskiej (1857). W 1850 roku zainicjował stworzenie Muzeum Starożytności Krajowych i objął stanowisko sekretarza Komisji Archeologii TNK, powołanej w celu zorganizowania tej placówki. Osiem lat później brał udział w pracach komisji przygotowującej wystawę starożytności.
Po śmierci spoczął w rodzinnym grobowcu na cmentarzu Rakowickim (pas 13).

## Projekty

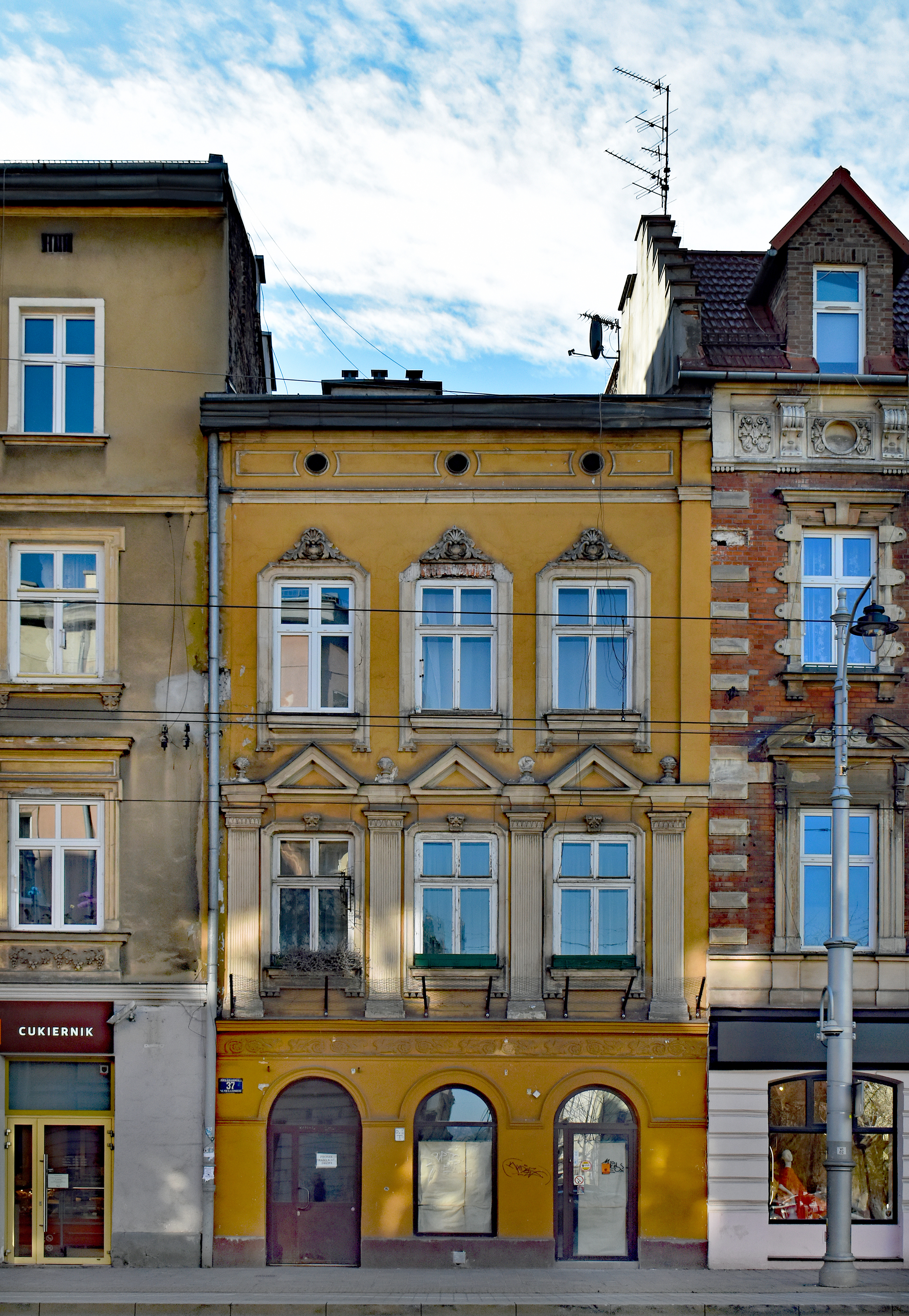
Kamienica (1845) Kraków,  ul. Krakowska 37